# 关沮镇
关沮镇，是中华人民共和国湖北省荆州市沙市区下辖的一个乡镇级行政单位。

## 行政区划
关沮镇下辖以下地区：
白水村、关沮村、杨泗村、合心村、清河村、江河村、凤凰村和岳桥村。